# Łężyca (województwo pomorskie)
Łężyca (kaszb. Łãczëcô lub Łãżëca, niem. Grünhof) – dawna osada w Polsce położona w województwie pomorskim, w powiecie słupskim, w gminie Damnica.  Miejscowość zniesiona 1 stycznia 2017.
W latach 1975–1998 miejscowość administracyjnie należała do województwa słupskiego.

## Nazwa
Nazwa miejscowości jest tzw. chrztem nazewniczym i ma charakter pseudotopograficzny. Powstała przez dodanie do nazwy pospolitej łęg „łąka wśród pól; podmokła łąka” formantu -ica. Pierwotna niemiecka nazwa Grünhof ma charakter kulturowy i jest złożona z dwóch członów: przymiotnika grün „zielony” i nazwy pospolitej Hof „zagroda, folwark, dwór”.
Rada Języka Kaszubskiego proponuje kaszubską formę nazwy Łãżëca.